# گمینا سوخ لاس
گمینا سوخ لاس (به لهستانی:  Gmina Suchy Las) یک گمینا در لهستان است که در شهرستان پوزنانگ واقع شده‌است. گمینا سوخ لاس ۱۱۶٫۵۵ کیلومتر مربع مساحت و ۱۳٬۲۱۹ نفر جمعیت دارد.